# Banhadoa
Banhadoa là một chi bướm đêm thuộc họ Tortricidae.

## Các loài
- Banhadoa luculenta Razowski & Becker, 1983